# Blonde Lily
Blonde Lily er en amerikansk stumfilm fra 1920 af Joseph Henabery.

## Medvirkende
- Louise Glaum som Mary Norwood
- Matt Moore som Lloyd Norwood
- William Conklin som Joe the Swell
- Noah Beery som Jack Frost
- Jack Nelson som Pussyfoot Connor
- Arthur Millett som William B. Ashford
- Peggy Pearce som Goldie Lewis